# Declaração de Independência da Irlanda

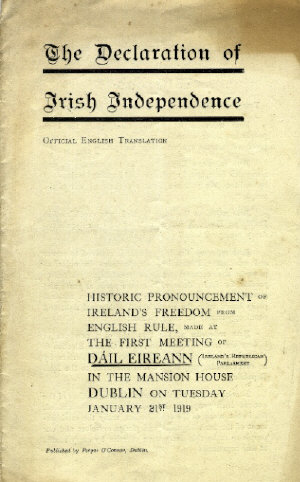
Capa da declaração.

A Declaração de Independência (em gaélico: "Forógra na Saoirse", em francês: "Déclaration d'Indépendance", em inglês: "Irish Declaration of Independence") foi o documento adotado pela An Chéad Dáil, o primeiro parlamento da auto-proclamada República da Irlanda que proclamava a independência plena e completa da Irlanda, que era na época parte do Reino Unido. A proclamação foi feita na primeira reunião dos parlamentares, durante sessão na Mansion House de Dublin, em 21 de janeiro de 1919. Ele seguiu um manifesto do partido republicano Sinn Féin feito em dezembro de 1918 e foi reforçado com a ratificação em plenário da proclamação da república feita em 1916. O texto da declaração foi emitido em irlandês, inglês e francês.

## Trechos da declaração
| “ | [...] Nós, os representantes eleitos do povo da Irlanda, no Parlamento Nacional, reunidos, fazemos e, da mesma forma que toda a nação irlandesa, ratificamos o estabelecimento da República da Irlanda e nós e o povo nos comprometemos a fazer esta declaração efetiva com todos os meios necessários. | ” |
|   | — Ratificação da proclamação da República, 1919. |   |

| “ | Nós, solenemente, declaramos que o governo estrangeiro na Irlanda é uma invasão dos nossos direitos internacionais e isso não vamos tolerar, e exigimos a evacuação de todas as guarnições inglesas do nosso país. | ” |
|   | — Guarnição inglesa, 1919. |   |

| “ | Enquanto que por setecentos anos o povo irlandês nunca deixou de repudiar e repetidamente protestar, com armas, contra a usurpação estrangeira. | ” |
|   | — Declaração dos "700 anos", 1919. |   |

| “ | Nós exigimos para a nossa independência nacional o reconhecimento e apoio de cada nação livre do mundo e nós proclamamos que a independência seja uma condição para a paz a se seguir. | ” |
|   | — Pedido de reconhecimento internacional, 1919. |   |